# Gotzentalalm
Die Gotzentalalm ist eine Alm mit mehreren Almhütten im Berchtesgadener Land am Königssee.
Sie liegt unterhalb der Gotzenalm in den Gotzenbergen, dem westlichen Teil des Hagengebirges innerhalb der Berchtesgadener Alpen, und von ihr aus beginnt ein langer, kurvenreicher Fahrweg, der hinauf zur Gotzenalm führt und im Sommer von vielen Mountainbikern befahren wird. Von der 1110 m ü. NHN hoch gelegenen Alm kann man bis zum Kessel (605 m) hinab wandern.
Zur Gotzenalm müssen von hier noch vier Kilometer und über 600 Höhenmeter aufwärts überwunden werden.

## Wanderwege
- Hinterbrand (1130 m) – Jennerbahn Mittelstation (1185 m) – Königsbachalm (1190 m) – Gotzentalalm (1110 m) – Kessel (605 m)
- Hinterbrand – Jennerbahn Mittelstation – Königsbachalm – Gotzentalalm – Gotzenalm (1685 m) – Regenalm (1540 m) – Kaunersteig – Saletalm (604 m)